# Calao de Jackson
Tockus jacksoni
Espèce
Statut de conservation UICN

 LC  : Préoccupation mineure
Le Calao de Jackson (Tockus jacksoni), également appelé calao à ailes tachetées, est une espèce d'oiseau africain appartenant à la famille des Bucerotidae. Il a longtemps été considéré comme une sous-espèce du Calao de Decken (Tockus deckeni).

## Répartition

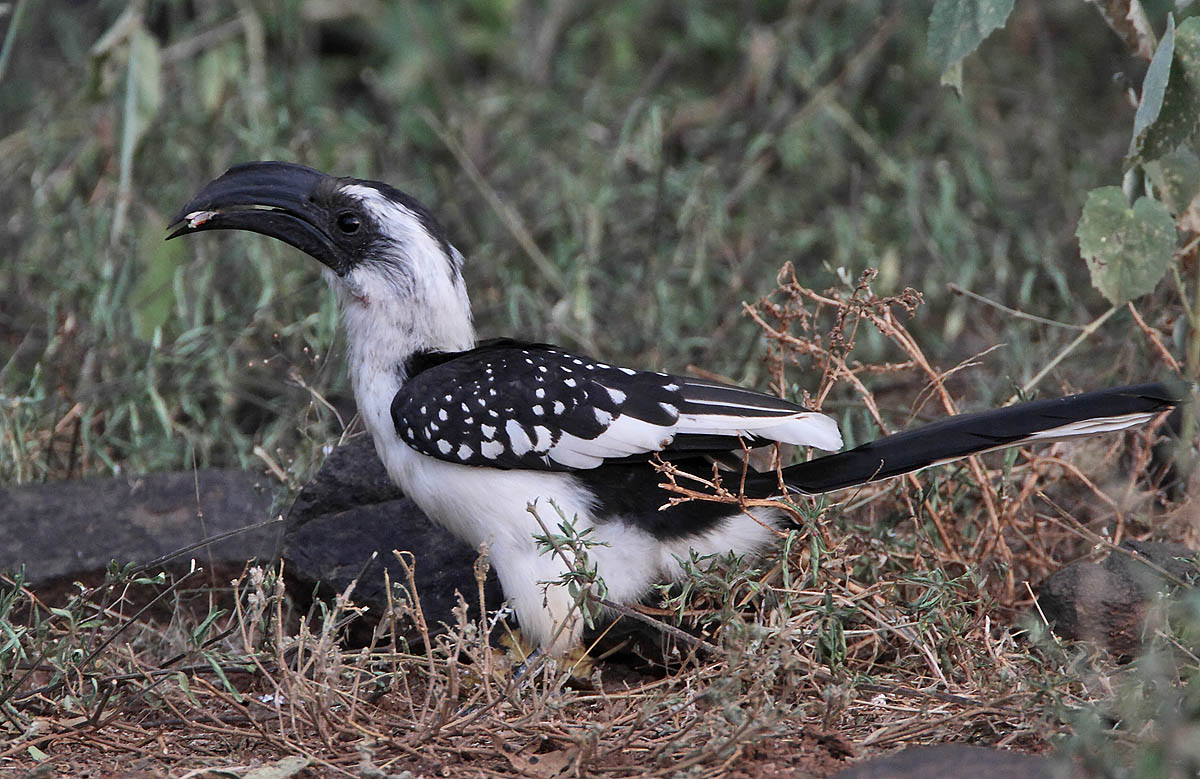
femelle

Cet oiseau fréquente la savane aride du nord-ouest du Kenya et des régions limitrophes d'Ouganda, d'Éthiopie et du Soudan du Sud.